# Ophiostoma splendens
Ophiostoma splendens är en svampart som beskrevs av G.J. Marais & M.J. Wingf. 1994. Ophiostoma splendens ingår i släktet Ophiostoma och familjen Ophiostomataceae.   Inga underarter finns listade i Catalogue of Life.